# 1995 في أوغندا
فيما يلي قوائم الأحداث التي وقعت خلال عام 1995 في أوغندا.

## رياضة
- 1 يناير – دوري السوبر الأوغندي 1995 الفائز نادي إكسبريس.
- 1 يناير – كأس أوغندا 1995 الفائز نادي إكسبريس.

## مواليد

### يناير
- 20 يناير – سافيو كابوغو لاعب كرة قدم أوغندي.

### فبراير
- 4 فبراير – بيوني سيستو لاعب كرة قدم سوداني.

### مايو
- 15 مايو – إسماعيل واتينغا لاعب كرة قدم أوغندي.
- 27 مايو – جمال سالم لاعب كرة قدم أوغندي.

### يونيو
- 11 يونيو – فرانسيس أولاكي لاعب كرة قدم أوغندي.

## وفيات

### يناير
- 1 يناير – محمد مرولي (مواليد 1947) ملاكم أوغندي.